# Scottish Division One 1895-1896
La Scottish Division One 1895-1896 è stata la 6ª edizione della massima serie del campionato scozzese di calcio, disputato tra il 10 agosto 1895 e il 4 aprile 1896 e concluso con la vittoria del Celtic al suo terzo titolo.
Capocannoniere del torneo è stato Allan Martin (Celtic) con 19 reti.

## Stagione
Il Leith Athletic, retrocesso nella precedente stagione, fu sostituito dall'Hibernian che fece il suo esordio in Division One. Fu invece rieletto il Dumbarton.
Il Celtic disputò la sua penultima partita, vinta 3-0 contro il Dumbarton, quando ai Rangers ne mancavano ancora quattro: i successivi pareggi contro Clyde e St. Mirren impedirono ai Gers di tenere aperti i giochi all'ultima giornata, dato il distacco di 4 punti dai rivali. Entrambe le squadre di Glasgow vinsero poi la loro ultima partita.

## Classifica finale
Fonte:
|       | Pos. | Squadra       | Pt | G  | V  | N | P  | GF | GS |
| ----- | ---- | ------------- | -- | -- | -- | - | -- | -- | -- |
|       | 1.   | Celtic        | 30 | 18 | 15 | 0 | 3  | 64 | 25 |
|       | 2.   | Rangers       | 26 | 18 | 11 | 4 | 3  | 57 | 39 |
|       | 3.   | Hibernian     | 24 | 18 | 11 | 2 | 5  | 58 | 39 |
|       | 4.   | Hearts        | 22 | 18 | 11 | 0 | 7  | 68 | 36 |
|       | 5.   | Dundee        | 16 | 18 | 7  | 2 | 9  | 33 | 42 |
|       | 6.   | Third Lanark  | 15 | 18 | 7  | 1 | 10 | 47 | 51 |
|       | 6.   | St. Bernard's | 15 | 18 | 7  | 1 | 10 | 36 | 53 |
|       | 8.   | St. Mirren    | 13 | 18 | 5  | 3 | 10 | 31 | 51 |
| [ 3 ] | 9.   | Clyde         | 11 | 18 | 4  | 3 | 11 | 39 | 59 |
|       | 10.  | Dumbarton     | 8  | 18 | 4  | 0 | 14 | 36 | 74 |

Legenda:
      Campione di Scozia.
      Retrocessa in  Scottish Division Two 1896-1897.

Regolamento:
Due punti a vittoria, uno a pareggio, zero a sconfitta.
Vigeva il pari merito. In caso di arrivo a pari punti per l'assegnazione del titolo o per i posti destinati alla rielezione automatica era previsto uno spareggio.
Note:
Il Clyde fu rieletto per la stagione successiva.